# Поремби-Димарські
Поремби-Димарські (пол. Poręby Dymarskie) — село в Польщі, у гміні Цмоляс Кольбушовського повіту Підкарпатського воєводства.
Населення — 815 осіб (2011).
У 1975-1998 роках село належало до Ряшівського воєводства.

## Демографія
Демографічна структура станом на 31 березня 2011 року:
|          | Загалом | Допрацездатний вік | Працездатний вік | Постпрацездатний вік |
| -------- | ------- | ------------------ | ---------------- | -------------------- |
| Чоловіки | 416     | 99                 | 269              | 48                   |
| Жінки    | 399     | 84                 | 223              | 92                   |
| Разом    | 815     | 183                | 492              | 140                  |